# Molyhos tölgy

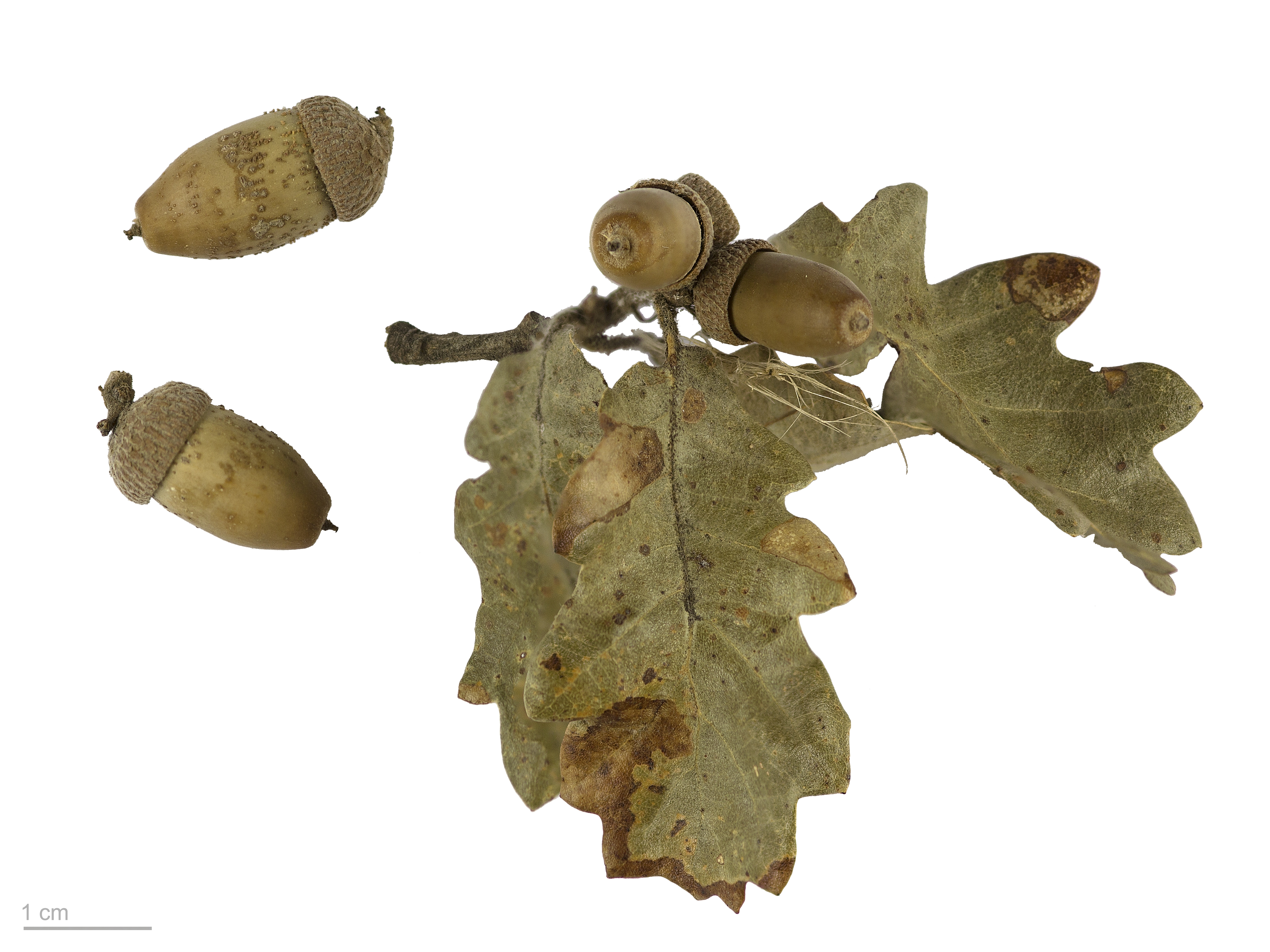
Levelei és termései (toulouse-i múzeum)

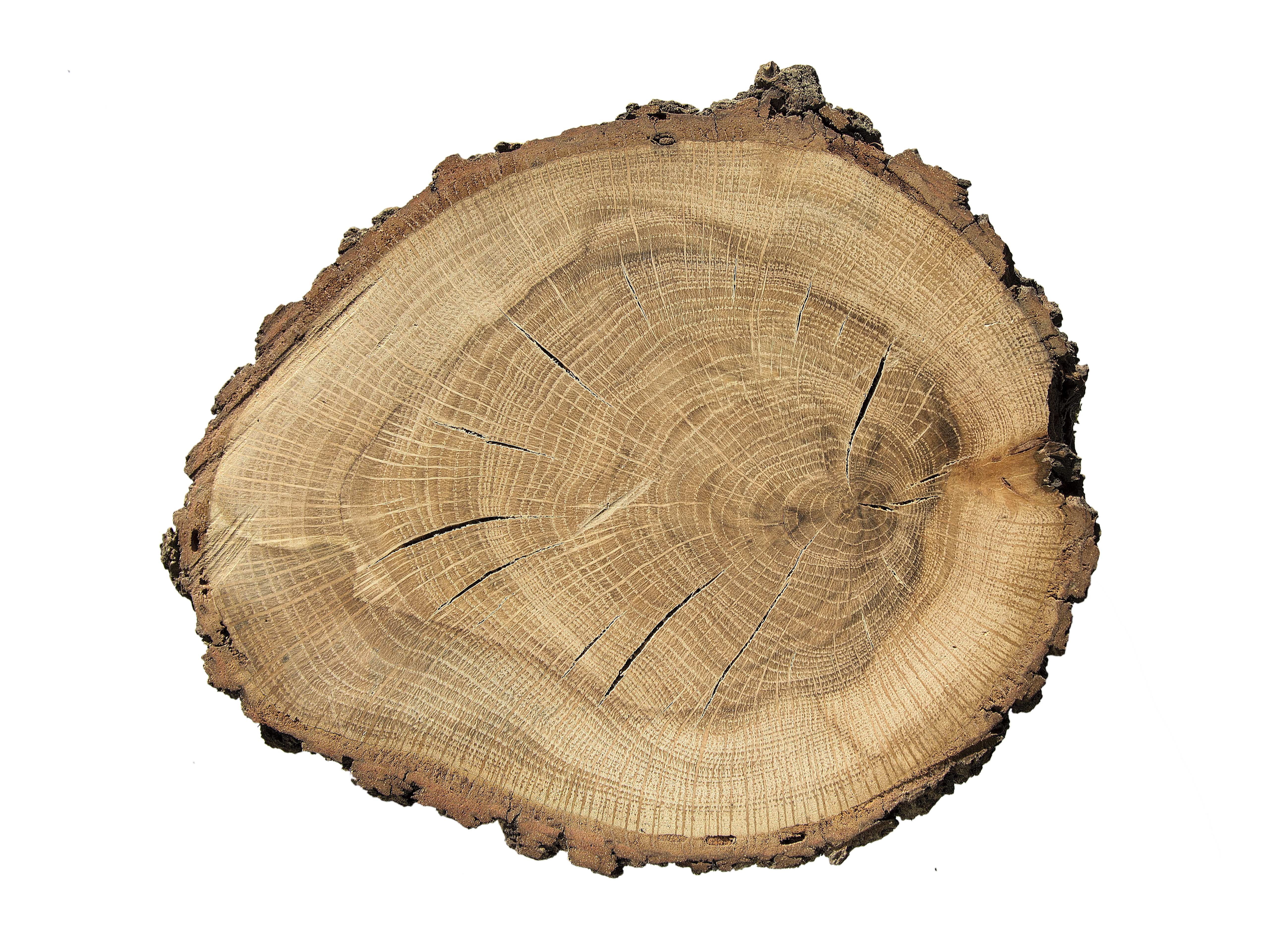
Quercus pubescens

A molyhos tölgy (Quercus pubescens) a bükkfavirágúak (Fagales) közé tartozó tölgy nemzetség egyik tipikusan európai, hazánkban is gyakori faja. Nagyobb élőhelye a Balaton-felvidék déli kitettségű meleg lankáin található.

## Előfordulása, élőhelye
A molyhos tölgy Európa középső részén él egy széles sávban az Atlanti-óceántól (nagyjából a Szajna és az Ebro közétől) messze keletig, beleértve Kis-Ázsiát a partvidék nagy része kivételével és egy kisebb, elszigetelt foltot a Fekete-tenger keleti partvidékén, a Kaukázus hegyláncai között. A boreális övben nem él meg, és a Mediterráneumnak is csak az északi peremén fordul elő: elterjedési területéből kimarad szinte a teljes Ibériai-félsziget, miként a Földközi-tenger déli szigetei is: Korzikán, Szicílián és az Égei-tenger szigetein honos, Szardínián, a Baleár-szigeteken, Máltán, Krétán és Cipruson viszont nem.
Közép-Európában a Kárpát-medencében (és a Morva-medencében) húzódik összefüggő elterjedésének északi határa: a Magyar-középhegységben a délnek néző, melegebb hegyoldalak típusos növénye, többek közt e növényfaj előfordul a Bükk-vidéken is. Több növénytársulásban is részt vesz; van, amelyikben domináns.
Németországban és Belgiumban csak kisebb foltokban fordul elő.

## Megjelenése
Kis és közepes termetű fa; 15 méternél magasabbra ritkán nő meg.
Ágai göcsörtösek, kérge keresztirányban is repedezik, morzsolható. Hajtásai nemezesek vagy pelyhesek.
Lombja bőrszerűen kemény. Leveleinek alakja nagyon változatos: sekélyen vagy mélyen karéjos, egyes formáké mélyen osztott. Nevét arról a tulajdonságáról kapta, hogy rügyfakadáskor a fiatal hajtások finoman molyhosak. Később a levelek színe elveszíti tavaszi molyhosságát, a levelek fonákja különösen az erek mentén, azonban fehéren molyhos, gyapjas, filces marad.
Termése sokkal kisebb, mint akár a kocsányos akár a kocsánytalan tölgyé, de ezeknél gyakrabban és többet terem. A tojásdad alakú, alig 1 cm-es, finoman pelyhes kupacspikkelyű makkok már az első évben beérnek.

## Életmódja
Több száz évig elélhet.
A legtöbb termőhelyhez jól alkalmazkodik, ezért óriási jelentősége van a sekély talajú, száraz, mészköves, dolomitos sziklakibúvásos dombélek és a kopárok fásításban – ezeken a helyeken rajta kívül csak a virágos kőris és a feketefenyő él meg. Igen lassan fejlődik ki: 10–12 éves koráig „elüldögél”, és csak ezután indul növésnek. Tőről igen jól sarjad, ami megkönnyíti a fent említett váztalajokon növő erdők felújítását. Erdeit évszázadokon át így, sarjaztatva művelték.
Porzós barkavirágai a lombfakadással egy időben bontakoznak ki.
Magyarországon eredeti állományainak jelentős részét kitermelték. Ezek jó részét az 1900-as évek elején-közepén a gyorsabban növő feketefenyővel erdősítették újra, ezek a telepítvények azonban fokozatosan összeomlanak, és a molyhos tölgy az őt kísérő virágos kőrissel és cserszömörcével apránként visszaveszi élőhelyét – különösen a könnyen száradó mészkő- és dolomitlejtőkön.

## Felhasználása
Fája tömör és rendkívül tartós, de mivel a törzs kicsi és többnyire görbe, a faiparban nehezen hasznosítható.
Ehető makkját nagy éhínségek idején a bakonyi falvak népe gyakran fogyasztotta. Lisztet is őröltek, kenyeret is sütöttek belőle.

## Érdekesség
- A Döme-barlang gyökérsztalagmitjai a molyhos tölgy gyökeréből alakultak ki és ezért is vált fokozottan védett barlanggá.
- 2016-ban a bátaszéki molyhos tölgy lett az „Év fája” Európában.